# Königsgrab von Groß Berßen
Das Königsgrab von Groß Berßen, auch Groß-Berßen VIII genannt, ist ein neolithisches Ganggrab mit der Sprockhoff-Nr. 860. Es entstand zwischen 3500 und 2800 v. Chr. und ist eine Megalithanlage der Trichterbecherkultur (TBK). Das Ganggrab ist eine Bauform jungsteinzeitlicher Megalithanlagen, die aus einer Kammer und einem baulich abgesetzten, lateralen Gang besteht. Diese Form ist primär in Dänemark, Deutschland und Skandinavien, sowie vereinzelt in Frankreich und den Niederlanden zu finden. 

## Lage
Das Großsteingrab liegt auf einem Plateau südlich von Sögel an der Landstraße (K138) von Klein Berßen nach Hüven, in der Samtgemeinde Sögel im Landkreis Emsland in Niedersachsen.

## Beschreibung
Von den ursprünglich 24 Tragsteinen der etwa 15,0 Meter langen und 1,8 Meter breiten Kammer sind noch 21 vorhanden. Von den neun Decksteinen liegen einige noch in situ, auch der mittlere und größte, von dem ein Stück abgebrochen ist. Zwei Trag- und ein Deckstein des auf der Südseite liegenden Zuganges sind vorhanden. Von der Einfassung fehlen einige Steine, mehr als 30 sind jedoch erhalten. Die Anlage mit ihrer 20 × 7,5 Meter großen, ovalen ost-westlich orientierten Einfassung steht auf einem flachen Hügel von 24 × 12 Meter. 
In unmittelbarer Nähe befindet sich die restaurierte Anlage Groß Berßen VII (Sprockhoff-Nr. 861), die oft mit dem Königsgrab verwechselt wird.